# Alusi

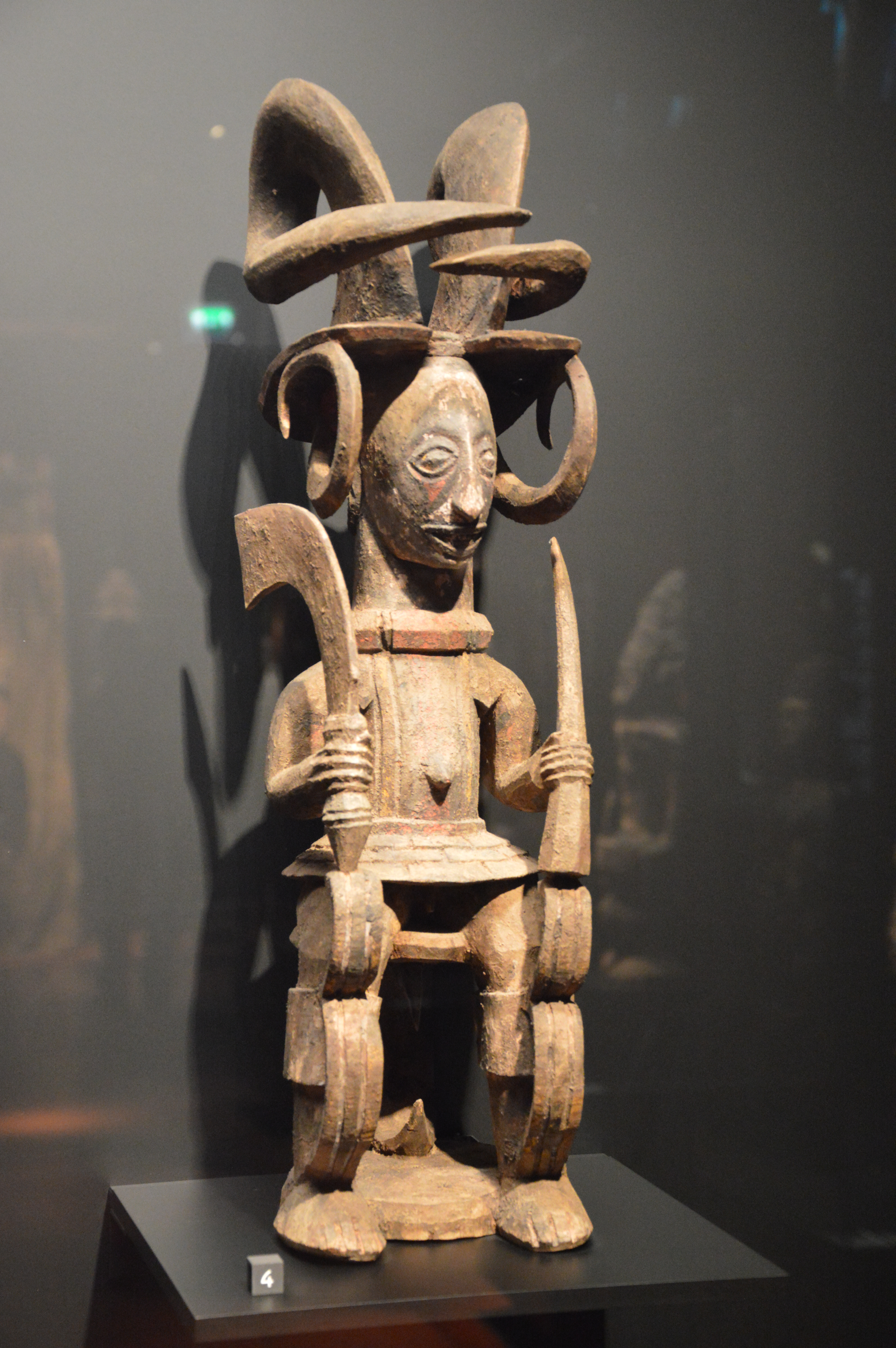
Uma escultura em madeira de Ikenga, uma divindade ibo.

Alusi ou Alushi (também escrito Arusi ou Arushi) são espíritos que são adorados e servidos na religião ibo. Há muitos Alusi diferentes e cada um tem sua própria finalidade e função.

## Ancestrais
O mundo ibo é dividido em vários reinos interligados, principais entre eles que são o reino dos vivos, o reino dos mortos ou dos ancestrais, e o reino dos não nascidos. As pessoas que levaram uma vida honrada e receberam um enterro apropriado continuou ao reino ancestral para tomar o seu lugar entre os ancestrais ("Ndichie"), que são separados do Alusi. De lá, eles mantêm um olhar atento sobre o clã e visitam seus entes queridos entre os vivos com bênçãos, como a fertilidade, boa saúde, longevidade e prosperidade. Em gratidão a vida, são oferecidos sacrifícios a eles na lareira da família, e procuram o seu conselho.

## Culto Alusi
Cada grande Alusi tinha um sacerdote em cada cidade que o honrava, e o sacerdote era assistido por um grupo de acólitos e devotos.

### Crianças e Alusi
As crianças ainda são consideradas a maior bênção de todos e isso se reflete em nomes populares, como Nwakaego; uma criança vale mais do que dinheiro ou Arawakan; nenhuma riqueza é mais digna do que uma criança, ou Nwabuugwu; uma criança é a maior honra. Em uma pequena parte da Ibolândia (estados de Imo e Abia - área-Mba), as mulheres que fornecem com sucesso dez crianças são recompensadas com celebrações especiais e ritos que honram seus quadris. A infertilidade é considerada uma desgraça particularmente dura. Os ibos acreditam que são as crianças que perpetuam a tribo, e de modo que, crianças são esperadas para continuar a tradição ibo e formas. Peças de divindades ibos é Agwu, o Alusi da saúde e da adivinhação. Agwu é um conceito utilizado pelos ibos para explicar e compreender: o bem e o mal, a saúde e a doença, fortuna e azar.

## Panteão
- Igwekaala
- Ala
- Ikenga
- Anyanwu
- Idemmili
- Agwu
- Ahobinagu
- Ahia Njoku
- Amadioha
- Aro
- Njoku Ji
- Ogbunabali
- Agbala
- Eke
- Oye
- Afo
- Nkwo
- Idemmili